# Hidetoki Takahashi
Hidetoki Takahashi (jap. 高橋 英辰 Takahashi Hidetoki; ur. 11 kwietnia 1916, zm. 5 lutego 2000) – japoński piłkarz.

## Kariera klubowa
Jako piłkarz grał w klubie Hitachi.